# Dreamarena
Dreamarena era una plataforma para el juego en línea dedicada a usuarios de la videoconsola Sega Dreamcast en Europa. La Dreamcast traía de serie un módem de 56k integrado en la consola (o 33k en las versiones PAL), que les permitía una conexión por línea conmutada al servicio para participar en foros, chats, disfrutar de un navegador web, concursos, descargas para juegos y juegos en línea.
Fue creado y operado por Sega Europe mediante una alianza entre ICL, BT y varios ISPs. ICL desarrolló los sitios web y el software, BT proporciona el acceso telefónico a las capacidades e infraestructura de red y los ISP (uno por cada país) la prestación del acceso a Internet y el servicio telefónico. El servicio era gratuito, y los servidores de juego estaban organizados dentro de ella de forma que no se pudiera acceder desde Internet de otra manera. Dreamarena funcionó hasta principios de marzo de 2003.
Proporcionó servicio para los siguientes videojuegos:
- Phantasy Star Online
- Phantasy Star Online ver2
- Ferrari F355 Challenge
- POD SpeedZone
- Speed Devils: Online Racing
- Chu Chu Rocket
- Worms World Party

Aunque los usuarios pueden cambiar la configuración del ISP, gracias a juegos americanos en línea como Quake III Arena, el navegador web para Dreamcast  DreamKey (entregado en Europa con cada consola) versiones 1.0 y 1.5 no permiten a los usuarios introducir sus propios ajustes de ISP. Tras del cierre de Dreamarena, Sega ofreció enviar DreamKey 3.0/3.1 gratis desde la página web de Sega Europe, lo que permite a los usuarios reemplazar Dreamarena ISP con su propio ISP para seguir navegando por el web y jugar juegos en línea. Sin embargo, hoy en día Dreamkey 3.0 ha sido descontinuado y ya no está disponible desde el sitio web de Sega Europe.
Aun en la actualidad existen servidores en línea activos para determinados juegos como Quake III Arena y Phantasy Star Online.